# Sivaladapidae
Sivaladapidae — вимерла родина адапіформних приматів з Азії. Вони вижили довше, ніж будь-який інший адапіформний примат, тому що змогли переміститися на південь у міру похолодання клімату. Їх залишки датуються еоценом до міоцену.

## Класифікація
- родина Sivaladapidae
  - підродина Sivaladapinae
  - підродина Hoanghoniinae
  - підродина Anthradapinae
    - рід Anthradapis

  - incertae sedis
    - рід Guangxilemur
    - рід Kyitchaungia
    - рід Laomaki
    - рід Paukkaungia
    - рід Ramadapis
    - рід Siamoadapis
    - рід Yunnanodapis